# Jorge Manicera
Jorge Carlos Manicera Fuentes (Montevideo, 1938. november 4. – Montevideo, 2012. szeptember 18.) uruguayi válogatott labdarúgó. 

## Pályafutása

### A válogatottban
1962 és 1967 között 21 alkalommal szerepelt az uruguayi válogatottban. Részt vett az 1966-os világbajnokságon.

## Sikerei, díjai
Nacional
- Uruguayi bajnok (2): 1963, 1966